# Johann Leonhardt Trambauer
Johann Leonhardt Trambauer (* 24. Juni 1840 in Nürnberg; Sterbedatum unbekannt) war ein in Nürnberg ansässiger reproduzierender Holzstecher des 19. Jahrhunderts.

## Leben und Schaffen
Nach einer Ausbildung an der Nürnberger Kunstschule, etablierte sich Trambauer Ende der 1860er Jahre in seiner Heimatstadt Nürnberg mit einer Xylografischen Anstalt. Seine Holzstiche nach künstlerischen Vorlagen, aber auch zu naturwissenschaftlich-technischen Themen, galten Rezensenten als präzise und einfühlsam.
Beliebt waren seine Buchillustrationen nach Alten Meistern oder zu literarischen Klassikern. Zu seinen bekannteren zeitgenössischen Vorlagengebern zählt unter anderem Rudolf Geißler.

## Werke (Beispiele)
- Illustrationen zu: Carl Ernst Emil Hoffmann (Hrsg.): Quain’s Lehrbuch der Anatomie in 2 Bänden. Besold, Erlangen 1870 (digitale-sammlungen.de).
- Illustrationen nach Rudolf Geißler zu: Christoph von Schmid: Wie Heinrich von Eichenfels zu der Erkenntnis Gottes kam. Manz, Regensburg 1882 (niedersachsen.de).
- Illustrationen zu: Lorenz Ritter: Malerische Ansichten aus Nürnberg. Wasmuth, Berlin 1882 (bsb-muenchen.de).